# Clase San Giorgio
La clase San Giorgio es una serie de tres barcos de asalto anfibio de la Marina de Italia compuesta por las unidades San Giorgio, San Marco y San Giusto; este último con algunas modificaciones del diseño inicial. Los navíos fueron construidos por Fincantieri en los astilleros de Riva Trigoso entre 1985 y 1993; y entraron a sustituir a la clase Grado, de origen estadounidense, que databa de la década de 1950. Las tres unidades tienen su base en Brindisi, en la costa adriática.

## Modernización
Entre 1999 y 2000, las unidades San Giorgio y San Marco fueron sometidas a labores de modernización que significó la retirada del cañón de 76 mm, situado a proa, y un añadido a babor bajo el cual fueron recolocadas dos de las tres lanchas LCVP. Dichas modificaciones aumentaron las dimensiones del puente de vuelo permitiendo operar simultáneamente cuatro helicópteros. El portón de proa fue eliminado y los helicópteros sólo son almacenados en cubierta, reservando la cubierta inferior de transporte de 20 500 m² a los vehículos de tierra.

## San Giorgio mejorado

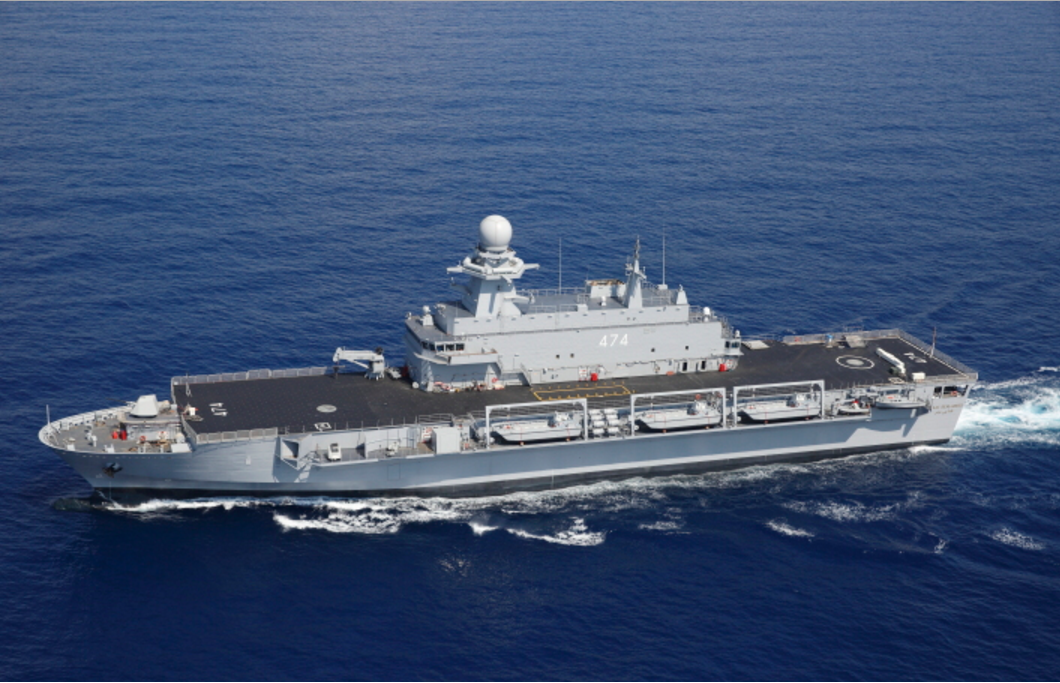
El Kalaat Béni Abbès (L-474) navegando en 2016.

En julio de 2011 la Armada de Argelia encargó a Fincatieri una versión mejorada de los clase San Giorgio clasificado como Bâtiment de Débarquement et de Soutien Logistique (BDSL). El 8 de enero de 2014 el BDSL fue botado en los astilleros Fincantieri de Sestri Levante. El Kalaat Beni-Abbes fue entregado a la marina argelina el 4 de septiembre de 2014.
Otro buque, el QENS Al Fulk (L141) está siendo construido para la Armada de Catar.

## Unidades
| Clase San Giorgio | Clase San Giorgio | Clase San Giorgio    | Clase San Giorgio     | Clase San Giorgio       | Clase San Giorgio | Clase San Giorgio | Clase San Giorgio |        |
| Nombre            | Matrícula         | Grada                | Botadura              | Alta                    | Base              | Indicativo        |                   |        |
| Italia            | Italia            | Italia               | Italia                | Italia                  | Italia            | Italia            | Italia            | Italia |
| ----------------- | ----------------- | -------------------- | --------------------- | ----------------------- | ----------------- | ----------------- | ----------------- | ------ |
| San Giorgio       | L 9892            | 27 de mayo de 1985   | 21 de febrero de 1987 | 13 de febrero de 1988   | Brindisi          |                   |                   |        |
| San Marco         | L 9893            | 26 de marzo de 1985  | 10 de octubre de 1987 | 14 de mayo de 1988      | Brindisi          |                   |                   |        |
| San Giusto        | L 9894            | 19 de agosto de 1991 | 23 de octubre de 1993 | 14 de abril de 1994     | Brindisi          |                   |                   |        |
| Argelia           |                   |                      |                       |                         |                   |                   |                   |        |
| Kalaat Béni Abbès | 474               | 11 de enero de 2012  | 8 de enero de 2014    | 4 de septiembre de 2014 |                   |                   |                   |        |
| Catar             |                   |                      |                       |                         |                   |                   |                   |        |
| Al Fulk           | L 141             | 5 de junio de 2021   | 24 de enero de 2023   | en construcción         |                   |                   |                   |        |